# فنتازيا علمية

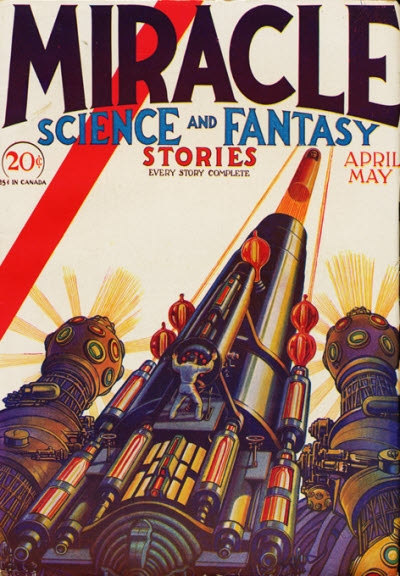
غلاف العدد الأول من قصص مجعزة العلوم والخيال، صدر في أبريل/مايو 1931

الفنتازيا العلمية هي نوع فني مزيج من أنواع أدبية مختلفة كلها تقبع تحت مظلة الخيال التأملي وهي في الوقت ذاته تستخدم (أو تجمع بين) الاستعارة المجازية وعناصر من الخيال العلمي والفنتازيا. في قصص الخيال العلمي يكون عالم القصة مُمكن علمياً، أما العالم في الفنتازيا العلمية فيملك عناصر تتعارض مع القوانين والمسلمات العلمية في العالم الحقيقي. لكن مع ذلك فإن العالم في الفنتازيا العلمية منطقي وغالبا ما يتم تقديم تفسيرات شبه علمية في القصة لتعليل هذه التناقضات.

## الفرق بين الفنتازيا العلمية والخيال العلمي
يقول رود ستيرلينغ محاولاً تمييز أدب الخيال العلمي عن الفنتازيا العلمية أن الأول حول «أمر مُستصعب صار ُممكناً» في حين أن هذا الأخير حول «أمر مستحيل صار محتملاً». ومزيج من الاثنين، فالفنتازيا العلمية تعطي طبقة سطحية ذات تبرير علمي مستمد من الواقعية للأشياء التي لايمكن أن تحدث في العالم الواقعي ببساطة تحت أي ظرف من الظروف. أما الخيال العلمي فإن لا يسمح بوجود الفنتازيا أوالعناصر فوق الطبيعية التي يعتمد عليها أدب الفنتازيا العلمية بشكل صريح.